# Dominique Chapatte
Pour les articles homonymes, voir Chapatte.
Dominique Chapatte est un journaliste français, animateur et producteur de télévision, né le 18 septembre 1948 à Paris.

## Biographie
Dominique Chapatte est le fils de l'ancien coureur cycliste et journaliste sportif Robert Chapatte.
Après l'obtention de son baccalauréat, il se destine à devenir juge des enfants et entreprend des études supérieures de droit à la Sorbonne. À la fin de son cursus, il effectue un stage à Europe 1 qui va lui faire découvrir le métier de journaliste. Il va alors changer de voie.
En 1973, il est chargé de la présentation du journal du matin sur Europe 1. Puis il rejoint RTL où il présente la rubrique automobile de la rédaction. En 1985, il est nommé rédacteur en chef de RTL Télévision.
Dominique Chapatte est surtout connu pour avoir créé et présenté, depuis le lancement de la chaîne M6 en 1987, l'émission automobile Turbo, qui est lancée le 7 mars 1987, émission dont il est aussi le producteur.
En 2007, Dominique Chapatte publie Week-end turbo ; le guide, guide de tourisme sur les routes de France, édité par M6 Éditions.
À partir de 2008, il donne également des conseils de sécurité routière dans l'émission La route en direct sur M6.
En 2011, il est l'un des experts d'une nouvelle émission de M6, Zéro de conduite.
Le 19 février 2016, la journaliste Anne-Aël Durand du Monde donnait le classement de longévité des présentateurs TV français. Elle écrivait : 
- en 1 : Georges Pernoud présente « Thalassa » depuis plus de trente-six ans — et il tient la barre depuis plus longtemps encore, puisqu’il a créé l’émission en 1975 ;
- en 2 : Jean-Pierre Pernaut personnifie l’information à la mi-journée sur TF1 depuis 1988. Un record pour un présentateur de journal télévisé ;
- en 3 : Dominique Chapatte pilote l’émission « Turbo » depuis mars 1987 et les premiers pas de la chaîne M6.

En avril 2025, compte tenu que Georges Pernoud a arrêté en 2017 et que Jean-Pierre Pernaut est mort en 2022, le record revient à Dominique Chapatte, toujours à la tête de l'émission Turbo depuis mars 1987, soit plus de 38 ans.

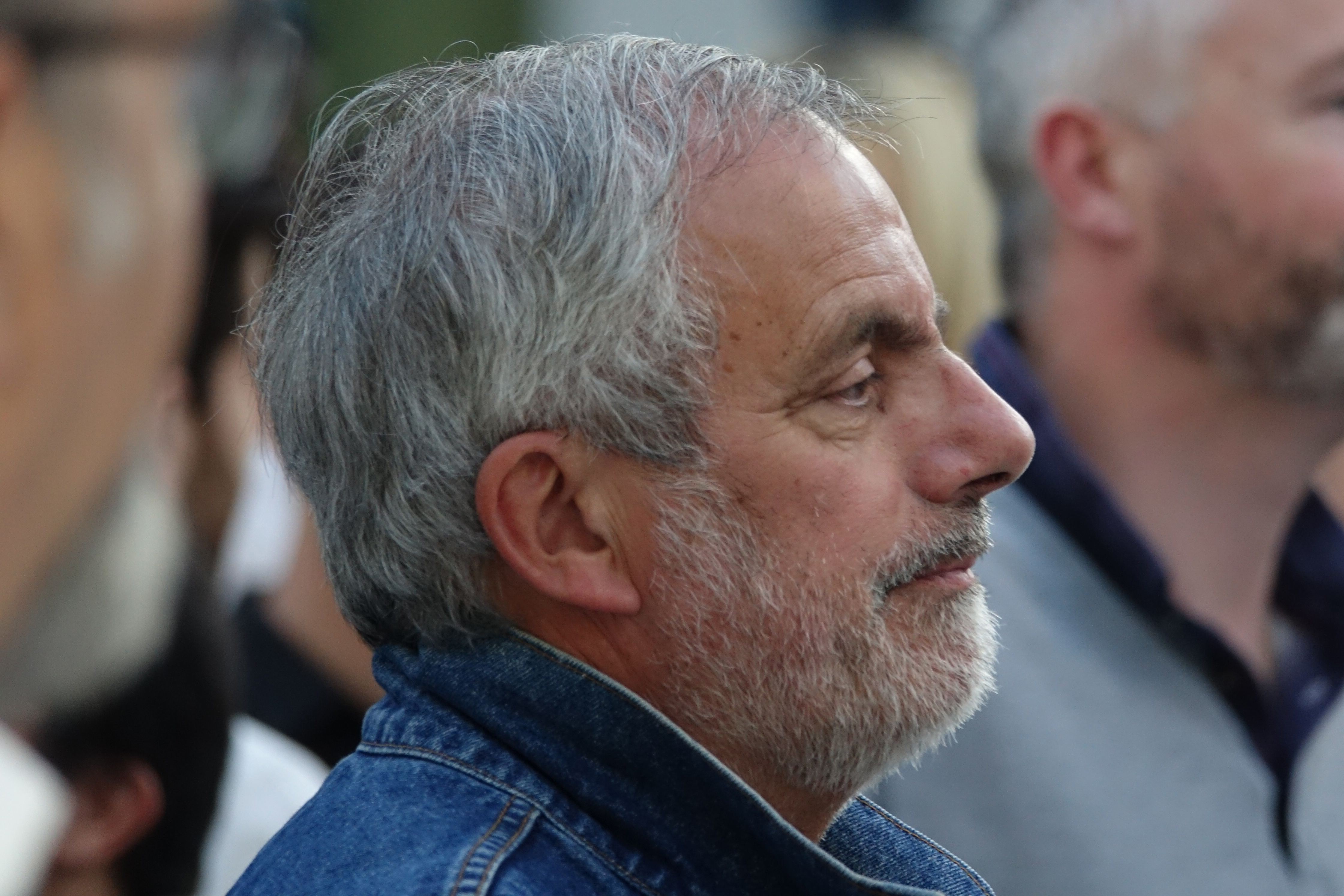
Dominique Chapatte au Tour Auto Optic 2000 en 2018.

En 2017, il publie un récit d'aventures et de voyages entre Chicago à Los Angeles nommé Sur la route 66 avec Dominique Chapatte, édité par M6 Éditions.
En 2018, il participe au Tour Auto Optic 2000 à bord d'une BMW M1 de 1980.
Le 27 mars 2022, M6 lui consacre une émission complète à l'occasion des 35 ans de Turbo, avec pour invité spécial Karim Benzema.

## Pour approfondir